# WanSquare
 (février 2019).
WanSquare est un média numérique payant consacré à l'actualité économique et financière. Créé en 2009, il publie chaque jour des décryptages et des analyses visant un lectorat principalement composé de dirigeants d'entreprises et de « décideurs ».
WanSquare est aussi propriétaire du titre La Lettre de l'Expansion, racheté au Groupe L'Express en 2017.

## Histoire
WanSquare, créé sur le modèle du site d'actualité britannique Breakingviews, est lancé le 1er septembre 2009 par Yves de Kerdrel, éditorialiste au Figaro, qui s'associe à deux autres cofondateurs : Dominique Leblanc et Hilaire de Laage. Le Figaro détient alors 51% du capital de la société à travers Le journal des finances, le reste du capital étant détenu par les trois cofondateurs. En avril 2010, quelques mois après son lancement, WanSquare revendique 1 100 abonnés, dont 450 au Royaume-Uni et 600 en France.
Le 1er octobre 2017, WanSquare rachète La Lettre de l'Expansion au Groupe L'Express après avoir annoncé cette opération au mois de juin de la même année,.
En 2018, Pierre Dumazeau, journaliste à Valeurs Actuelles et CNews, est nommé au poste de directeur de la rédaction de La Lettre de l’Expansion.
En octobre 2021, Le Parisien fait l'acquisition de WanSquare.

## Modèle économique
Le modèle économique de WanSquare est fondé sur l'abonnement payant sans publicité. Les abonnements au média constituent son unique source de rémunération.
Les informations sont délivrées en temps réel aux abonnés par « push mail », à raison de 8 à 12 alertes par jour selon l'actualité.
Le public-cible visé par WanSquare est principalement composé de membres d'instances dirigeantes de grandes sociétés (Comité de direction, conseil d'administration, directoire), de responsables du secteur public (ministères, collectivités, hauts fonctionnaires) et d'autres acteurs majeurs de l'économie (fédérations, think tanks, groupes de pression).

## Équipe rédactionnelle
Pascale Besses-Boumard, précédemment journaliste aux Echos et à La Tribune, a été directrice adjointe de la rédaction de WanSquare de 2013 à 2018 avant de rejoindre la société de communication financière Shan.

## Identité visuelle

Ancien logo
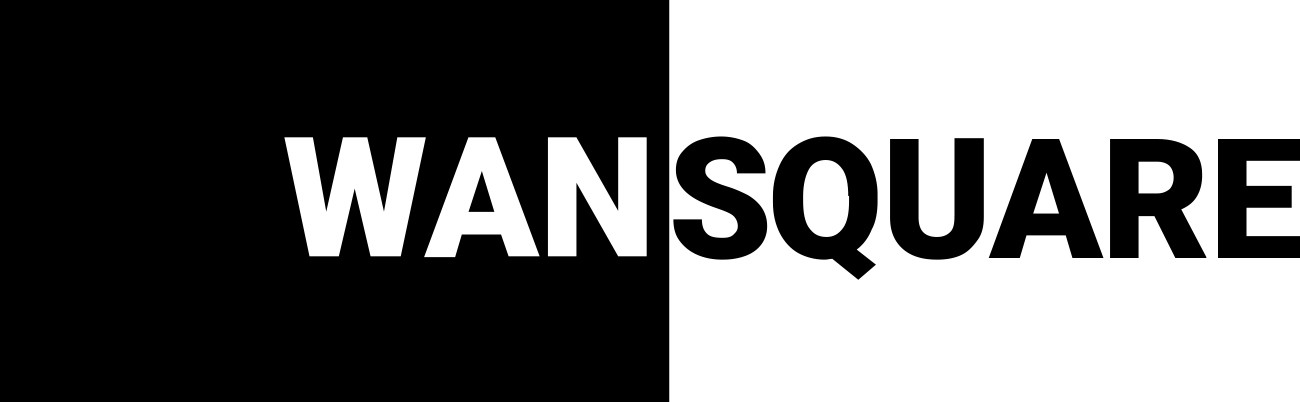
Nouveau logo